# Seznam črnogorskih generalov
Seznam črnogorskih generalov.

## B
Filip Bajković - Ahmet Bajrović - Mitar Bakić - Vojislav Biljanović -
Vasilije Bošković -
Borislav Božović - Božo Božović - Luka Božović - Radomir Božović - Mašan Božović - Petar Brajović - Savo Brkić -
Veko Bulatović -
Mirko Burić -

## C
Avro Cemović - (Panto Cemović) - Novica Cerović -

## Č
Savo Čelebić

## Ć
Petar Pero Ćetković - Vladimir Ćetković -

## D
Peko Dapčević - Savo Drljević

## Đ
Milovan Đilas - Drago Đukanović -
Vojislav Đukanović - Boško Đuričković -
Ivo Đurović -
Jovan Đurović - Mašo Đurović - Milinko Đurović - Vasilije Đurović-Vako

## G
Danilo Gatalo -
Nikola Gažević -
Dimitrije Vasiljević Georgijević - 

## I
Đoko Ivanović - 

## J
Radovan Jakić - Arso Jovanović - Blažo Jovanović - Božidar Jovanović - Vaso Jovanović -
Radoslav Jović -
Niko Jovićević -
Vojislav Jovović -

## K
Vladimir Kalezić - Jovo Kapičić - Velimir Knežević -
Milisav Koljenšić -
Vlado Koljenšić -
Blažo Kovačević - Milan Kovačević - Nikola Kovačević - Veljko Kovačević - Vojo Kovačević

## L
Pero Lalović - Božo Lazarević - Danilo Lekić-Španac -
Nikola Lekić -
Blažo Lompar - 

## M
Gligorije Mandić - 
Veljko Marinović - 
Mitar Martinović -
Petar Martinović - Mirko Matković - Vukašin Mićunović - Ivan Milutinović -
Zufer Musić -

## N
Vojin Nikolić

## O
Savo Orović

## P
Miloš Pajković - 
Milutin Pejanović - Andrija Pejović -
Pavle Pekić -
Đuro Petrović -
Mirko Petrović -
Ilija Plamenac - (Krsto Popivoda) - (Pero Popivoda) -
Vojin Popović -
Vujadin Popović -

## R
Velimir Radičević - 
Milorad Radulović -
Milisav Raičević - (Vladimir Rolović)

## S
Milija Stanišić - Vladimir Stanojević -
Zarija Stojović - Vlado Strugar (1922)

## Š
Vladimir Šćekić -
Zarije Škerović -
Vido Šoškić -

## T
Velimir Terzić

## U
Jagoš Uskoković -

## V
Dimitrije Vojvodić - Gajo Vojvodić - Radovan Vojvodić - Dimitrije-Migo Vrbica -
Đoko Vukićević - Svetozar Vukmanović -
Radomir Vukosavović - Aleksandar Vukotić - Janko Vukotić - Jovan Vukotić - Petar Vukotić - Marko Vuletić

## Z
Veljko Zeković